# Carolyn Merchant

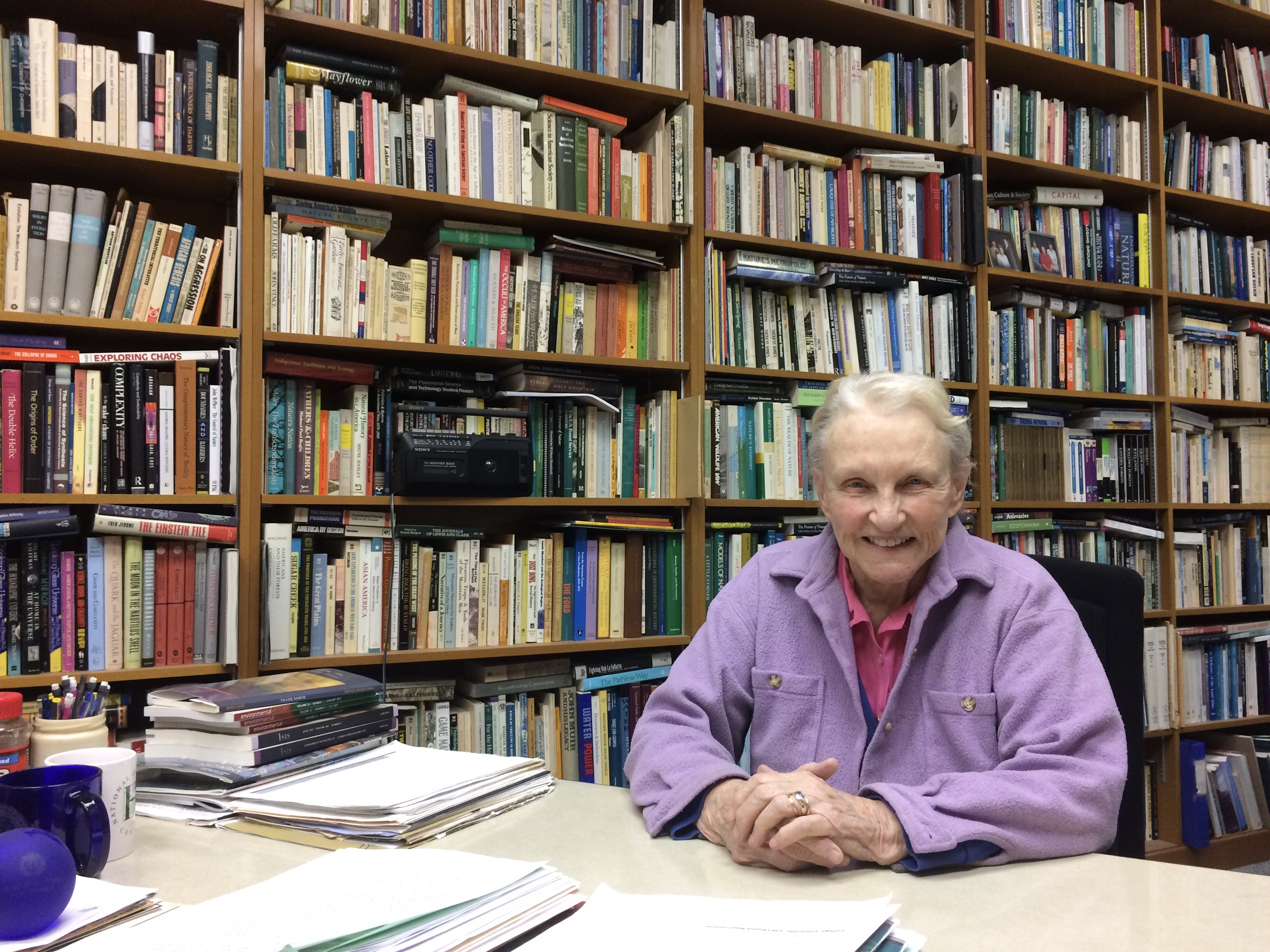
Carolyn Merchant, 2017

Carolyn Merchant (* 12. Juli 1936 in Rochester, New York) ist eine US-amerikanische Philosophin und Wissenschaftshistorikerin, die vor allem durch ihre Beiträge zum Ökofeminismus bekannt wurde, besonders durch ihr Buch „Der Tod der Natur. Ökologie, Frauen und neuzeitliche Naturwissenschaft“. Darin beschreibt sie die Aufklärung als Periode, in der die moderne Wissenschaft, insbesondere in Form des Empirismus, erfunden und mit ihr die Natur atomisiert und objektiviert wurde. Ihre Forschung und publizistische Arbeit war zentral für die Entstehung der Umweltgeschichte und für die Wissenschaftsgeschichte. Als Professorin für Umweltgeschichte, Philosophie und Ethik lehrte sie an der Universität Berkeley.

## Leben und Wirken
Bis 1954 absolvierte Carolyn Merchant die Monroe Highschool in Rochester. In ihrem letzten Schuljahr gehörte sie zu den zehn besten Finalistinnen der Westinghouse-Talentsuche für die Wissenschaft, was ihr später ein E. B. Fred-Stipendium der University of Wisconsin-Madison ermöglichte. Zuvor absolvierte sie ein Chemie-Studium am Vassar College, einer Elitehochschule im Bundesstaat New York, und schloss 1958 mit einem Bachelor ab. Anschließend wechselte sie an die Universität von Wisconsin-Madison, wo sie nach dem Master 1962 noch einen Ph.D. in Wissenschaftsgeschichte im Jahr 1967 erwarb.
Von 1969 bis 1974 und 1976 bis 1978 lehrte sie Wissenschaftsgeschichte im Fachbereich Physik und Naturwissenschaften an der Universität von San Francisco. An der Oregon State University übernahm sie 1969 eine Gastprofessur. Nach einer Gastprofessur 1975 unterrichtete sie ab 1979 an der University of California Berkeley. 1986 wurde sie als Professorin für Umweltgeschichte, Philosophie und Ethik berufen und blieb dies bis zu ihrer Emeritierung. Bei einem Studienaufenthalt 1991 an der Murdoch University Perth (Australien) lehrte Merchant Ökofeminismus.
Carolyn Merchant hat zahlreiche literarische Werke veröffentlicht, die sich mit der Interaktion zwischen dem Menschen und seinem natürlichen Lebensraum befassen. Merchant untersuchte Trends und Verhaltensweisen, die Individuen im Laufe der Zeit entwickeln. Zudem begann sie, sich auf Ökologie und Frauenbewegungen und deren Entwicklung in der Gesellschaft zu konzentrieren. Ihre Bücher wurden ins Deutsche, Italienische, Schwedische, Japanische, Chinesische, Koreanische, Französische und Spanische übersetzt.
Die Publikation Der Tod der Natur. Ökologie, Frauen und neuzeitliche Naturwissenschaft ist ihr bekanntestes Buch. Merchant thematisiert darin die zentrale Stellung des sozialen Geschlechts in der Historiographie der modernen Wissenschaften. Zusätzlich untersucht sie die „die sexistischen Annahmen, die die Vorstellungen des sechzehnten und siebzehnten Jahrhunderts über das Universum und die menschliche Physiologie prägten“. Merchant erklärt zudem die Bedeutung von Gender in den frühmodernen Schriften über Natur.
„Carolyn Merchant lässt sich von Horkheimer und Adornos Argument inspirieren, dass die Aufklärung dadurch gekennzeichnet war, dass die Natur von Männern beherrscht wurde und dass menschliche Machtverhältnisse ein Teil dieser Herrschaft sind. Merchant war besonders daran interessiert, wie die patriarchalische Macht – Männer dominieren die Frauen – ein Merkmal der Herrschaft des Mannes über die Natur und die natürliche Welt ist.“

## Ehrenämter
Merchant ist seit 1962 Mitglied der Gesellschaft für Wissenschaftsgeschichte. Von 1973 bis 1974 war sie Vorsitzende des Ausschusses für Frauen in der Wissenschaft, zwischen 1992 und 1994 Ko-Vorsitzende. In der Gesellschaft für Wissenschaftsgeschichte der Westküste war sie 1971–1972 deren Ko-Vorsitzende.
Seit 1980 ist Merchant Mitglied der Amerikanischen Gesellschaft für Umweltgeschichte und war zeitweise deren Präsidentin. Sie gehörte zu den Herausgebern der Fachpublikation Environmental Review und war Mitglied des Rachel-Carson-Preiskomitees für die beste Dissertation.
Seit 1985 ist Merchant Mitglied der Society of Woman Geographers.

## Bücher
- The Death of Nature: Women, Ecology, and the Scientific Revolution (EV 1980). HarperOne, San Francisco 1990, ISBN 978-0-06-250595-8.
  - Der Tod der Natur. Ökologie, Frauen und neuzeitliche Naturwissenschaft. Oekom, München 2020, ISBN 978-3-96238-189-9.
- Ecological Revolutions: Nature, Gender, and Science in New England. University of Nort Carolina, Chapel Hill 1989, ISBN 978-0-8078-4254-6.
- Radical Ecology: The Search for a Livable World. Routledge, New York 1992, ISBN 978-0-415-90650-0.
- Major Problems in American Environment (EV 1993), Wadsworth, Boston 2005, ISBN 978-0-495-91242-2.
- Earthcare: Women and the Environment (EV 1996). Routledge, New York 2013, ISBN 978-0-415-90888-7.
- The Columbia Guide to American Environmental History. Columbia University Press, New York 2002, ISBN 978-0-231-11233-8.
- Reinventing Eden: The Fate of Nature in Western Culture. Routledge, New York 2003, ISBN 978-0-415-93164-9.
- American Environmental History: An Introduction. Columbia University Press, New York 2007, ISBN 978-0-231-14035-5.
- Autonomous Nature: Problems of Prediction and Control from Ancient Times to the Scientific Revolution. Routledge, New York 2015, ISBN 978-1-138-93099-5.
- Spare the Birds! Yale University Press, New Haven 2016, ISBN 978-0-300-21545-8.
- Science and Nature: Past, Present, and Future. Routledge, New York 2018, ISBN 978-1-138-08404-9.
- The Origin of Disease: The War Within. Authorhouse, Bloomington 2018, ISBN 978-1-5462-5980-0.
- The Anthropocene and the Humanities. Yale University Press, New Haven 2020, ISBN 978-0-300-24423-6.

## Auszeichnungen
Carolyn Merchant erhielt diverse Stipendien und Auszeichnungen für einzelne Werke sowie für ihr Lebenswerk.
- 1984: Fulbright Senior Scholar an der Universität Umeå in Schweden
- 1995: Ehrendoktorwürde der Universität Umeå
- 2008: CNR Career Achievement Award – UCB College of Natural Resources.
- 2010: Distinguished Scholar Award – American Society for Environmental History.
- 2011: Fellow, American Association for the Advancement of Science (AAAS).

Sie war außerdem Guggenheim Fellow, Fellow des American Council of Learned Societies, des Center for Advanced Study in the Behavioral Sciences (Stanford University), John D. And Catherine T. MacArthur-Fellow in the Ecological Humanities am National Humanities Center.